# أنطون كوزنيتسوف
أنطون كوزنيتسوف (23 أبريل 1998 - ) هو لاعب كرة قدم روسي في مركز الدفاع. لعب مع FC Chertanovo Moscow ‏.

## وصلات خارجية
- أنطون كوزنيتسوف على موقع قاعدة بيانات كرة القدم.إي يو (الإنجليزية)